# جامع العلوم الأصبهاني الباقولي
جامع العلوم عليُّ بن الحسين الأصبهاني الباقولي (ت 542 هـ) أحد علماء العربية الكبار، ومن شيوخ النحاة في القرن السادس الهجري، بصري المذهب، كان ضريرًا. وُصِف بالإمام الحُجَّة، والعلَّامة المحقِّق. أتقن علومَ العربية والقراءاتِ القرآنيةَ والتفسيرَ إتقانًا جعله في الصَّدارة من علماء عصره، فلقِّب بجامع العلوم، وبعِماد المفسِّرين، وكان إلى ذلك فقيهًا حنفيًّا، وشاعرًا أديبًا.

## اسمه وسيرته
هو أبو الحسن نور الدين جامع العلوم عليُّ بن الحسين بن علي الأصبهاني الباقولي. 
ذكره أبو الحسن البيهقي في كتاب الوشاح فقال: «هو في النحو والإعراب كعبة، لها أفاضل العصر سدنة». وله من التصانيف الكثيرة: كتاب شرح اللمع، وكتاب كشف المعضلات وإيضاح المشكلات في علل القراءات، وكتاب شرح الجمل في النحو سماه الجواهر في شرح جمل عبد القاهر، وكتاب المجمل، وكتاب الاستدراك على أبي علي، وكتاب البيان في شواهد القرآن، وكتاب الكشف في نكت المعاني والاعراب وعلل القراءات المروية عن الأئمة السبعة.

## أول من عرَّف به
أوَّل من عرَّف بمكانة جامع العلوم من المعاصرين هو العلَّامة أحمد راتب النفَّاخ، شيخ العربيَّة في الشام، وكان ذلك عام 1973م يوم جَلا عن حقيقة الكتاب النفيس المنشور بعنوان (إعراب القرآن المنسوب إلى الزجَّاج)، مرجِّحًا أنه كتابُ (جواهر القرآن)، وقاطعًا أنه لجامع العلوم، في مقالتين أوفى فيهما على الغاية، بعنوان (كتاب إعراب القرآن المنسوب إلى الزجَّاج: تحقيق نسبته واسمه، وتعريف بمؤلفه، واستكمال لتحقيق بعض أبوابه) نشرهما في مجلة مجمع اللغة العربية بدمشق، المجلد 48، الجزء الرابع، عام 1393هـ/ 1973م، والمجلد 49، الجزء الأول، عام 1393هـ/ 1974م.
ثم اهتمَّ تلميذُه محمد أحمد الدالي بجامع العلوم الأصبهانيِّ الباقولي، واتخذَه صاحبًا وخَدينًا، ونهض للتنقيب عن تُراثه المفقود، والفحص عن علمه المغيَّب، فكانت دراسةُ جامع العلوم الأصبهانيِّ وآثارِه، وتحقيقُ كتابه (كشف المشكلات) - باقتراح من أستاذه النفَّاخ - الأطروحةَ التي نال بها الدكتوراه من جامعة دمشق عام 1987م بمرتبة الشَّرف. ثم تابع البحث عن آثار جامع العلوم المخطوطة وحقَّق عددًا منها، ولا سيما كتابه (جواهر القرآن ونتائج الصنعة) الذي كان أخرجه قديمًا عام 1963م الأستاذُ إبراهيم الأبياري عن نسخة خطيَّة واحدة بعنوان (إعراب القرآن المنسوب إلى الزجَّاج) وقد صحَّح الدالي نسبته إلى جامع العلوم، وحققه في طبعة جامعةٍ لأصول رواياته عن ثلاث نسخ خطيَّة.

## آثاره المطبوعة
1. (كشف المُشكِلات وإيضاح المُعضِلات) بتحقيق الدكتور محمد أحمد الدالي، ط1، مجمع اللغة العربيَّة بدمشق، 1415هـ/ 1995م، ط2، دار القلم بدمشق، 1444هـ/ 2022م، في أربعة مجلَّدات.
2. (الاستدراك على أبي عليٍّ الفارسيِّ في الحُجَّة) بتحقيق الدكتور محمد أحمد الدالي، مكتبة البابطين المركزية للشعر العربي في الكويت، ط1، 1428هـ/ 2007م، في مجلَّد كبير.
3. (الإبانة في تفصيل ماءات القرآن، وتخريجِها على الوجوه التي ذكرَها أربابُ الصِّناعة) بتحقيق الدكتور محمد أحمد الدالي، ط1، وِزارة الأوقاف والشؤون الإسلامية في الكويت، 1430هـ/ 2009م، ط2، دار البشائر بدمشق، 1435هـ/ 2014م، في مجلَّد كبير.
4. (جواهر القرآن ونتائج الصَّنعة) بتحقيق الدكتور محمد أحمد الدالي، دار القلم بدمشق، ط1، 1440هـ/ 2019م، في أربعة مجلَّدات.
5. (مسائل في علم العربيَّة والتفسير) من إملاء جامع العلوم، بتحقيق الدكتور محمد أحمد الدالي، نُشرت في مجلَّة جامعة دمشق، المجلَّد 14، العدد 4، عام 1998م. وهي في كتاب الدالي (الحصائل) 3/ 243- 266، عدد صفحاتها 23 صفحة.
6. (ما تلحن فيه العامَّة في التنزيل) بتحقيق الدكتور محمد أحمد الدالي، رسالة نُشرت في مجلَّة مجمع اللغة العربيَّة بدمشق، المجلَّد 74، الجزء الأوَّل، عام 1419هـ/ 1999م. وهي في كتاب الدالي (الحصائل) 3/ 267- 299، عدد صفحاتها 32 صفحة.
7. (شرح اللُّمَع لابن جنِّي) بتحقيقالدكتور إبراهيم بن محمد أبو عباة، طُبع في السعودية عام 1411هـ/ 1990م. وكان صنع الدكتور محمد أحمد الدالي لمخطوطة الكتاب فهارسَ شاملةً قبل أن يشرع في تحقيقه، ثم آثرَ به طالبَين من طلَّاب قسم اللغة العربيَّة بجامعة دمشق، وقدَّم إليهما مخطوطات الكتاب؛ ليكونَ موضوعًا لأطروحتَيهما في الدراسات العليا، بإشراف تلميذِه د. محمَّد عبد الله قاسم.[2]

### آثار لم تطبع
1. (الملخَّص في الوقف والابتداء) بتحقيق الدكتور محمد أحمد الدالي، قدَّرَ له أن يكونَ في 1200 صفحة، وتوفي قبل أن يتمَّ تحقيقه.

## وفاته
توفي جامع العلوم الأصبهاني الباقولي بأصبهانَ سنة 543 هـ.